# Parageloemyia nigrofasciata
Parageloemyia nigrofasciata är en tvåvingeart som först beskrevs av Friedrich Georg Hendel 1933.  Parageloemyia nigrofasciata ingår i släktet Parageloemyia och familjen Pyrgotidae. Inga underarter finns listade i Catalogue of Life.